# 铜罐驿镇
铜罐驿镇，是中华人民共和国重庆市九龙坡区下辖的一个乡镇级行政单位。

## 行政区划
铜罐驿镇下辖以下地区：
第一社区、第二社区、双骑龙村、建设村、观音桥村、陡石塔村、新合村、大碑村和黄金堡村。